# Tamerlano (poema)
Tamerlano è un poema epico di Edgar Allan Poe, pubblicato per la prima volta nel 1827 in sole 50 copie della raccolta Tamerlane and Other Poems ("Tamerlano e altri poemi"), che conteneva un totale di 10 componimenti. Poe la firmò con lo pseudonimo A Bostonian ("Un bostoniano"). L'edizione originale del poema contava più di 400 versi ma venne ridotta a 224 nella versione inclusa in raccolte successive (Al Aaraaf, Tamerlane, and Minor Poems).

## Sinossi
Il poema verte su immaginarie vicende attribuite al conquistatore turco-mongolo del XIV secolo Tamerlano. Nell'opera egli ignora l'amore giovanile per una certa Ada per l'ambizione di potere. Ada è probabilmente un riferimento a Ada Lovelace, figlia di Lord Byron, che Poe ammirava molto.